# Прибалтийская низменность
Прибалти́йская ни́зменность — низменность на восточном побережье Балтийского моря, расположенная главным образом в Эстонии, Латвии, Ленинградской и Псковской области России. Включает в себя Северо-Латвийскую, Псковскую, Приильменскую, Приневскую и Ладожскую низменность. На юго-востоке переходит в Смоленскую и Валдайскую возвышенность.  
Высота низменности колеблется от 50 до 100 м. На плоских междуречьях расположены гряды древних дюн. Много мелких озёр и болот. Почвы подзолистые, песчаные, частично заболоченные. Низменность покрыта сосновыми лесами; по поймам рек — дубовые леса, луга.